# حارب عبد الله
حارب عبد الله سهيل المازمي (مواليد 26 نوفمبر 2002) لاعب كرة قدم إماراتي يلعب كلاعب جناح مع نادي شباب الأهلي في دوري الخليج العربي الإماراتي.

## الحياة الشخصية
والده هو اللاعب السابق عبد الله سهيل وشقيقه هو اللاعب راشد عبد الله.

## روابط خارجية
- حارب عبد الله على موقع ناشيونال فوتبول تيمز (الإنجليزية)
- حارب عبد الله على موقع Soccerway.com (الإنجليزية)